# Johann Wolfgang Franck
Pour les articles homonymes, voir Franck.
Johann Wolfgang Franck (né le 17 juin 1644 à Unterschwaningen, en principauté d'Ansbach, et mort vers 1710 à Londres) est un compositeur allemand de la période baroque.

## Biographie
On ne connaît rien de la jeunesse ni de la formation de Johann Wolfgang Franck. Musicien à la cour d'Ausbach (de) en 1665, il en devient maître de chapelle et directeur musical de 1673 à 1679. « À la suite d'un crime passionnel », il doit alors fuir à Hambourg : il y compose plusieurs Singspiel et opéras pour l'Oper am Gänsemarkt. En parallèle, il occupe le poste de cantor, de 1682 à 1685, à la St. Mary's Cathedral de Hambourg. « Après la fermeture de l'Opéra », en 1686, il quitte Hambourg.
En 1690, il est à Londres. Avec Robert King, il est venu y tenter sa chance et les deux amis organisent avec succès des concerts dans la capitale anglaise de 1690 à 1693. Après cette date, Johann Wolfgang Franck se limite à l'activité de compositeurs, publiant, notamment, plusieurs songs et cantates, ainsi que de la musique de scène.

## Œuvres

### Opéras
- Die errettete Unschuld, oder Andromeda und Perseus, Ansbach (1675)
- Der verliebte Föbus, Ansbach (1678)
- Die drey Töchter (des) Cecrops, Ansbach (1679)
- Don Pedro, oder Die abgestraffte Eyffersucht, Hambourg (1679)
- Die macchabaeische Mutter mit ihren sieben Söhnen, Hambourg (1679)
- Pastorelle, Lustschloss, Triesdorff, Ansbach (1679)
- Die wohl- und beständig-liebende Michal, oder Der siegende und fliehende David, Hambourg (1679)
- Aeneae, des trojanischen Fürsten Ankunft in Italien, Hambourg (1680)
- Alceste, Hambourg (1680)
- Sein selbst Gefangener, Hambourg (1680)
- Charitine, oder Göttlich-Geliebte, Hambourg (1681)
- Hannibal, Hambourg (1681)
- Semele, Hambourg (1681)
- Vespasian, Hambourg (1681)
- Attila, Hambourg (1682)
- Diocletianus, Hambourg (1682)
- Der glückliche Gross-Vezier Cara Mustaphaen, Hambourg (1686)

### Musique de scène
- Love’s Last Shift, Londres (1696)
- The Judgment of Paris, Londres (1696)
- 3 musiques de scène (perdu)

### Cantates
- 11 cantatas
- 61 cantates (perdu)
- 12 Tafelstücke (perdu)

### Chants sacrées et lieder ou songs profanes
- Passionsgedanken (perdu)
- Geistliche Lieder, pour deux voix et basse continue, Hambourg (1681)
- M. Heinrich Elmenhorsts besungene Vorfallungen, pour voix et basse continue, Hambourg (1682)
- Geistliches Gesangbuch, pour voix et basse continue  (1685)
- Erster Theil musicalischer Andachten, pour voix et basse continue, Hambourg (1687)
- Remedium melancholiae, or The Remedy of Melancholy, pour voix et basse continue (1690)
- A New Song on King William (London, vers 1690)
- 15 Songs dans le Gentleman’s Journal (1692–1694)
- O Jesus, Grant Me Hope and Comfort[2]

### Musique instrumentale
- 6 Sonatas pour deux violons (perdu)

## Sources
- (de) W. Braun, Johann Wolfgang Franck: Hamburger Opernarien in szenischen Kontext, 1988.
- Marc Honegger (dir.), Dictionnaire de la musique, t. 1, Paris, Bordas, 1986, p.419-420.